# Autobianchi A112
O Autobianchi A112 é um automóvel compacto produzido pela montadora italiana Autobianchi. Foi desenvolvido usando uma versão reduzida da plataforma do Fiat 128. A mecânica do A112 subseqüentemente sustentou o Fiat 127. Foi introduzido em novembro de 1969, como substituto do Bianchina e do Primula, e foi construído até 1986, quando abriu caminho para o mais moderno Autobianchi Y10 (marcado na maioria dos mercados de exportação como o Lancia Y10). Mais de 1,2 milhão de A112 foram produzidos na fábrica da Autobianchi em Milão.
Usava a mecânica do modelo Mini, inglês, além de antecipar a concepção mecânica do Fiat 127/147, destacou-se pelo desempenho da versão esportiva Abarth.

## Motor
O A112 estava disponível apenas com carroceria de 3 portas. Foi oferecido com o motor OHV de 903 cc do Fiat 850 capaz de atingir 42 cv (31 kW). O Autobianchi representou a primeira aparição deste motor em uma configuração de motor dianteiro e tração dianteira que mais tarde se tornaria familiar para uma ampla gama de motoristas no Fiat 127 mais vendido e seus derivados. A potência reivindicada aumentou para 47 cv (35 kW) em 1971, mas sem nenhuma alteração mecânica. O desempenho também permaneceu inalterado, provavelmente foi simplesmente uma correção para a saída reivindicada.
O A112 atingiu um mercado muito particular; em 1984, os compradores do sexo feminino representavam 35% dos proprietários do A112 e cerca de um terço estava na faixa etária de 18 a 24 anos.